# إيمرسون فرنسيسكو ماتياس
إيمرسون فرنسيسكو ماتياس هو لاعب كرة قدم برازيلي، ولد في 1 ديسمبر 1981. لعب مع ديفنسا خوستيكا.

## وصلات خارجية
- إيمرسون فرنسيسكو ماتياس على موقع قاعدة بيانات كرة القدم.إي يو (الإنجليزية)
- إيمرسون فرنسيسكو ماتياس على موقع Soccerway.com (الإنجليزية)